# Persona (seria)
Persona (jap. ペルソナ), do 2012 roku Shin Megami Tensei: Persona (jap. 真・女神転生ペルソナ) – seria japońskich gier fabularnych firmy Atlus. Seria jest spin-offem Shin Megami Tensei, a pierwsza gra z serii powstała na bazie świata przedstawionego w Shin Megami Tensei If.... Od czasu wydania w 1996 roku pierwszej gry z serii, Revelations: Persona na konsolę PlayStation, wydano 28+ tytułów. Nazwa serii pochodzi od istot nadnaturalnych, opartych na personach bohaterów, które mogą oni przyzywać w walce.
Elementami charakterystycznymi dla gier z serii są, zapożyczone z If..., umiejscowienie akcji w liceum, uczniowie jako bohaterowie, główny bohater niewypowiadający żadnych kwestii i walka przy użyciu person. W wydanej w 2006 roku Personie 3 po raz pierwszy pojawiły się elementy symulatora socjalnego – relacje między postaciami wpływają na przebieg walki i na ewolucję person. Postaci i scenariusz tworzyli Kazuma Kaneko (do Persony 2) i Shigenori Soejima. Głównym motywem jest najczęściej analiza psychiki ludzkiej i próby zrozumienia siebie oraz innych. Gry odwołują się często do pojęć psychologii analitycznej Junga i archetypów osobowości. Występują w nich nawiązania do mitologii różnych ludów – głównie Japonii, Grecji i starożytnego Rzymu, a także między innymi ludów słowiańskich czy literatury.
Revelations: Persona to pierwszy tytuł z serii Megami Tensei wydany w Ameryce Północnej. W Personie 2: Eternal Punishment i następnych częściach, na życzenie Atlusa, tłumaczenia na język angielski zaczęły być wierne oryginalnym wersjom japońskim. Seria stała się popularna w Ameryce Północnej, a, od wydania tam Persony 3, także w Europie. Gry z serii sprzedały się w liczbie ponad 23 milionów egzemplarzy (z czego sama Persona 5 10 milionów), co przewyższa ich rodzimą markę Shin Megami Tensei. W ramach serii powstało wiele adaptacji, m.in. anime, seriale telewizyjne, powieści, czy mangi.

## Elementy serii

### Tytuły główne
- Revelations: Persona (jap. 女神異聞録ペルソナ Megami Ibunroku Persona) – pierwsza gra z serii, wydana w 1996 roku w Japonii i Ameryce Północnej na konsole PlayStation[4][5]. Port na Microsoft Windows został wydany w Japonii w 1999 roku[6]. Port na PlayStation Portable został wydany w Japonii i Ameryce Północnej w 2009 roku w dystrybucji cyfrowej i na dysku UMD, a w Europie w 2010 tylko w formie cyfrowej[7][8][9]. Rozgrywka ma miejsce w mieście Mikage-cho, gdzie grupa licealistów musi zmierzyć się z demonami atakującymi ich miasto[10].
- Persona 2: Innocent Sin (jap. ペルソナ2 罪 Persona 2: Tsumi) – druga gra z serii, wydana w Japonii w 1999 roku na PlayStation[4]. Port na Playstation Portable został wydany w 2011 roku we wszystkich trzech regionach[11][12][13]. Akcja została umieszczona w położonym na wybrzeżu mieście Sumaru, gdzie główny bohater Tatsuya Suou mierzy się z postacią, która rozsiewając plotki, wpływa na rzeczywistość[14].
- Persona 2: Eternal Punishment (jap. ペルソナ2 罰 Persona 2: Batsu) – trzecia gra z serii, wydana w Japonii i Stanach Zjednoczonych w 2000 roku na PlayStation[15][16]. Gra jest sequelem poprzedniej części i opowiada historię reporterki Mayi Amano, postaci pobocznej w poprzedniej grze[17].
- Shin Megami Tensei: Persona 3 (jap. ペルソナ3 Persona 3) – czwarta gra z serii, wydana na PlayStation 2 w 2006 roku w Japonii, 2007 w Stanach Zjednoczonych i 2008 w Europie[4][18][19]. Wersja rozszerzona, Persona 3 FES, została wydana w 2007 roku w Japonii i Stanach Zjednoczonych, a w 2008 roku w Europie[20]. Miasto, w którym dzieje się akcja, nazywa się Iwatodai, a głównymi bohaterami jest grupa uczniów walczących z potworami pojawiającymi się w ich mieście w trakcie tzw. Mroczna godzina i (ang. Dark Hour)[21].
- Shin Megami Tensei: Persona 4 (jap. ペルソナ4 Persona 4) – piąta gra z serii, wydana na PlayStation 2 w 2008 roku w Japonii i Stanach Zjednoczonych, a w 2009 roku w Europie[22]. Wersja rozszerzona, Persona 4 Golden, została wydana w 2012 na PlayStation Vita[23], w 2020 na PC na platformie Steam[24], oraz w 2023 na konsolach Xbox series X/S[25] i Nintendo Switch[26]. Akcja toczy się w miasteczku Inaba, gdzie grupa uczniów bada morderstwa mające miejsce w krainie o nazwie Midnight Channel[27].
- Persona 5 (jap. ペルソナ5) – szósta gra z serii, wydana na PlayStation 3 i 4 w 2016 roku w Japonii, a w 2017 roku w Europie i Stanach Zjednoczonych[4][28]. Wersja rozszerzona, Persona 5 Royal, została wydana na PlayStation 4 w 2019 roku w Japonii i rok później w Europie oraz Ameryce Północnej[29]. W roku 2022 edycja Royal została wydana również na PC[30] oraz konsolach Xbox series X/S[31], Nintendo Switch[32]. Akcja umiejscowiona jest w Tokio, gdzie grupa bohaterów przebiera się za złodziei w celu walki z korupcją w mieście[33][34].

### Spin-offy
W Japonii wydany został spin-off do Persony 3 w postaci gry online Persona 3: The Night Before (jap. ペルソナ3 ザ・ナイト・ビフォア). Po jego zamknięciu w 2008 roku wydano nową grę typu free-to-play pt. Persona Ain Soph (jap. ペルソナ アインソフ), w której rozgrywka skupiała się na łączeniu person i walce z potworami w świecie Qliphoth (jap. クリフォト). Niewydana poza Japonią, została zamknięta w czerwcu 2010 roku. Bijatyka pod tytułem Persona 4 Arena, będąca sequelem Persony 4, została wydana w Japonii na automaty do gier w 2012 roku. Wersje konsolowe wydano w 2012 roku w Japonii i Ameryce Północnej, a w 2013 roku w Europie. Sequel tej gry, Persona 4 Arena Ultimate, był wydawany podobnie: w 2013 roku na automaty w Japonii, a w 2014 roku na konsole we wszystkich trzech regionach. Spin-off na Nintendo 3DS, Persona Q: Shadow of the Labyrinth, został wydany na całym świecie w 2014 roku. Występują w nim wszystkie postaci z Persony 3 i 4, a Atlus uważa tytuł za kanoniczny. Gra rytmiczna pt. Persona 4: Dancing All Night, umiejscowiona w chronologii po Personie 4 Arena Ultimax, została wydana na całym świecie w 2015 roku.
Kilka gier nawiązujących do serii zostało wydanych w Japonii na telefony komórkowe. Pierwsza taka gra, Megami Ibunroku Persona: Ikū no tō hen (jap. 女神異聞録ペルソナ 異空の塔編), została wydana w 2006 roku we współpracy z firmą Bbmf; jest to trójwymiarowy dungeon crawler osadzony w świecie pierwszej Persony. Firma ta wyprodukowała później dwie gry oparte na Personie 2: grę Persona 2: Tsumi – Lost Memories (jap. ペルソナ2 罪 ロストメモリーズ) w 2007 roku i grę Persona 2 Batsu: Infinity Mask (jap. ペルソナ2 罰 インフィニティマスク) w 2009 roku. Rozgrywka w obu tych grach oparta jest na uproszczonej mechanice oryginalnych tytułów. Istnieje wiele spin-offów na telefony powstałych na podstawie Persony 3: gra RPG Persona 3 Em (jap. ペルソナ3エム), gra akcji, będąca prequelem oryginału, Aegis: The First Mission (jap. アイギス THE FIRST MISSION) i gra pt. Persona 3 Social (jap. ペルソナ3ソーシャル), przedstawiająca wydarzenia oryginału w odmienny sposób, z inną grupą bohaterów. Powstało też wiele gier logicznych. Kolejnym spin-offem opartym na Personie 3 jest gra MMORPG na telefony komórkowe, Persona Mobile Online (jap. ペルソナ モバイル オンライン), wydana w 2009 roku. Do Persony 4 wydano jeden spin-off na telefony komórkowe, grę karcianą pt. Persona 4 The Card Battle (jap. ペルソナ4 ザ・カードバトル).

## Wspólne elementy gier

### Rozgrywka
Najważniejszym elementem rozgrywki jest walka przeciwko rozmaitym typom wrogich istot: demonom, cieniom, personom. Gracz natyka się na wrogów podczas sekcji dungeon crawlingu. W Personie i Personie 2 walka rozpoczyna się w losowych momentach, a w późniejszych odsłonach gry – przez podejście do wroga znajdującego się w eksplorowanym pomieszczeniu. Walki prowadzone są w systemie turowym. Dostępne są rozmaite akcje, w tym ataki z użyciem broni krótkiego i dalekiego zasięgu, ataki magiczne, używanie zgromadzonych przedmiotów, przyjmowanie postawy defensywnej i, pod warunkiem spełnienia pewnych warunków, ucieczka z bitwy. Podczas walki każda ze stron może zaatakować słaby punkt przeciwnika (np. używając magii ognia na przeciwniku wrażliwym na nią) i zadać w ten sposób dodatkowe obrażenia. Od Persony 3 za zaatakowanie słabego punktu przeciwnika otrzymuje się możliwość wykonania dodatkowej akcji w turze. Gdy w jednej turze zaatakuje się słabe punkty wszystkich przeciwników, można wykonać specjalny atak zadający duże obrażenia. W Personie 3 wszystkie postacie poza główną kontrolowane są przez sztuczną inteligencję, a w pozostałych grach z serii gracz kontroluje akcje całej swojej drużyny. Zasady rozgrywki są bardzo podobne we wszystkich odsłonach serii.
Każda z gier wprowadza także swoje, unikalne elementy do rozgrywki. Walki w Personie rozgrywają się na planszy, a położenie postaci na niej dyktuje możliwe akcje. W Personie 2 zarzucono ten system – postacie mogą poruszać się na dowolną odległość w trakcie swojej tury. W Personie i Personie 3 aktualna faza księżyca wpływa na fabułę, bitwy i postęp czasu w grze. W Personie 4 zastąpiono ten system opierającym się o aktualną pogodę w świecie gry. W Personie 5 z kolei do eksploracji lochów dodano elementy gier platformowych i skradanek.

#### Persony
Charakterystyczną cechą rozgrywki jest obecność person, będących uosobieniem psychiki bohaterów gier. Większość person w Personie 3 jest opartych na mitologii greckiej i rzymskiej, w Personie 4 na japońskiej, a w Personie 5 na spopularyzowanych przez popkulturę ludziach wyjętych spod prawa. Rytuał przyzywania person różni się pomiędzy odsłonami. W trzech pierwszych grach drużyna otrzymuje dostęp do przyzywania po zagraniu w grę planszową; w Personie 3 strzelają sobie w głowę z, podobnego do pistoletu, urządzenia Evoker (ang. Przywoływacz); w Personie 4 używają w tym celu kart tarota; w Personie 5 używają swoich masek.
Persony są wykorzystywane do różnych typów ataków, z których niektóre są magiczne. Mogą też leczyć postacie, a także nakładać na nie i zdejmować z nich różne statusy (np. otrucie, paraliż). W każdej z części bohaterowie posiadają startową personę, która ewoluuje na skutek postępu fabuły i walk. W Personie 3 i 4 tylko główny bohater może posiadać wiele person i wybierać między nimi; pozostałe postacie używają tylko jednej persony. W trakcie gry zdobywa się więcej person dzięki systemowi kart umiejętności (ang. Skill Cards), z których każda jest kartą Wielkich Arkan. Każda z kart reprezentuje inną grupę person, a każda grupa ma umiejętności charakterystyczne dla person do niej należących. Można łączyć wiele person w celu utworzenia nowej persony z innymi umiejętnościami. Maksymalna liczba person, które można połączyć w jedną, wzrastała z kolejnymi odsłonami serii: w Personie 2 można połączyć tylko dwie persony, a w Personie 4 – dwanaście. Główny bohater ma umiejętność znaną jaka Dzika karta (ang. Wild Card), która pozwala mu na wybieranie pomiędzy personami. Odróżnia go to od innych postaci, które korzystają tylko z tej przypisanej im od początku.

#### Relacje i negocjacje
W Personie 3 dodano do serii system znany z japońskich symulatorów socjalnych – możliwość rozwijania relacji (ang. Social Links), które wpływają na zachowanie i ewolucję person bohaterów. Poza sekcjami eksploracji gracz może wchodzić w interakcje z innymi bohaterami gry. Różne postacie w grach mają przypisane swoje arkana i spędzając z nimi czas, można rozwijać karty ich umiejętności, a persony odpowiadające tym arkanom stają się mocniejsze. Atrybuty głównego bohatera, takie jak jego zdolności akademickie i społeczne, także mogą wpływać na zdolności person. Rozwinięty system relacji, pod nazwą Kooperacja (ang. Cooperation), zadebiutował w Personie 5.
W Personie i Personie 2 istnieje system negocjacji, zapożyczony z serii Megami Tensei, w ramach którego można rozmawiać z wrogami i wywoływać u nich różne reakcje za pomocą opcji dialogowych. Niektóre odpowiedzi pozwalają na zdobycie kart, dzięki którym można odblokować tworzenie różnych person. Nie wykorzystano tej mechaniki w Personie 3 i Personie 4, ale według producentów tych gier, system relacji i łączenia person miał być „zamaskowaną” mechaniką negocjacji. System negocjacji powrócił w Personie 5.

### Fabuła
Wydarzenia opisane w grach rozgrywają się we współczesnej Japonii, a bohaterowie to niemal zawsze grupa licealistów. Jedynym wyjątkiem jest gra Persona 2: Eternal Punishment, która opisuje losy grupy dorosłych. Gatunek fabuły określa się jako urban fantasy – opisywane są wydarzenia nadnaturalne zdarzające się w normalnym, miejskim środowisku. Wyróżnia się tu Persona 4, której miejscem akcji jest małe miasteczko zamiast metropolii. Mimo że zazwyczaj każda gra z serii opowiada zupełnie inną historię, to istnieje pewna ciągłość pomiędzy poszczególnymi odsłonami, a pewne elementy z wcześniejszych gier pojawiają się w późniejszych. Persona i Persona 2 mają pewne wspólne wątki, które zostały ostatecznie zamknięte w Eternal Punishment, więc w Personie 3 przedstawiono zupełnie nową historię bez wątków i postaci z poprzednich części. Wydarzenia w pierwszej w serii grze Revelations: Persona rozgrywają się w 1996 roku. Wydarzenia następnych dwóch gier, Innocent Sin i Eternal Punishment, mają miejsce w 1999 roku. Pod koniec gry Innocent Sin bohaterowie tworzą alternatywną rzeczywistość celem uniknięcia końca świata. Akcja Eternal Punishment jest umiejscowiona w tym nowym świecie, tak samo jak wszystkich kolejnych tytułów. Persona 3 umiejscowiona jest w latach 2009–2010, a Persona 4 w latach 2011–2012. Gry Persona 4 Arena oraz Dancing All Night są sequelami Persony 4. Z kolei akcja Persony 5 rozgrywa się w bliżej nieokreślonym roku zapisywanym jako rok „20XX”.
Motywem powtarzającym się w grze jest nieświadomość zbiorowa, przedstawiana jako miejsce stworzone przez ludzkie serca, w którym rodzą się persony. Według książki Persona Club P3, w której scenarzyści gry wyjaśniają pewne cechy świata Persony, nieświadomość została stworzona przez prymitywne istoty żywe na Ziemi, by odizolować istotę imieniem Nyx, która mogła zniszczyć całe życie na Ziemi. Jej ciało zostało w tym procesie uszkodzone i stało się księżycem, a jej psychika została zamknięta w samym sercu nieświadomości. Fragmenty tej psychiki, znane jako cienie, stanowią zarówno zagrożenie dla ludzkości, jak i pozwalają jej istnieć. By móc się bronić przed wrogimi cieniami, ludzkość stworzyła bóstwa zamieszkujące nieświadomość, z których wiele jest przyzywanych jako persony. Nyx jest główną antagonistką Persony 3. Lochy eksplorowane w grach, takie jak na przykład Tartar w Personie 3 czy Pałac w Personie 5, są generowane przez wrodzone marzenia lub troski ludzi i zazwyczaj są wykorzystywane przez różne siły do ich własnych celów. Lokalizacją powtarzająca się w grach jest Aksamitny Pokój (ang. Velvet Room), miejsce znajdujące się pomiędzy rzeczywistością a nieświadomością, które zmienia swój wygląd w zależności od stanu psychicznego osoby, która je odwiedza. Mieszkańcy pokoju, w szczególności tajemniczy starzec imieniem Igor, wspomagają bohaterów, pomagając im w ulepszaniu umiejętności ich person.
Główny bohater, reprezentujący gracza, nigdy nie wypowiada żadnych kwestii na ekranie. Jego imię można zmienić, a jego osobowość ma być, według reżysera serii, „cicha i spokojna”. Gdy scenarzysta dodatkowego scenariusza w wersji Persona 2: Eternal Punishment na PSP chciał wprowadzić kwestie mówione dla protagonisty, pomysł ten został odrzucony z powodu sprzeczności z tradycją serii. Antagoniści z kolei, są zazwyczaj uosobieniem śmierci wygenerowanym przez podświadomość bohaterów. Głównym motywem jest analiza psychiki ludzkiej i bohaterowie odkrywający swoją prawdziwą osobowość. Fabuła skupia się na relacjach między postaciami i ich psychologii. Często analizowane jest też pojęcie „duszy ludzkiej”.
Wiele konceptów i postaci występujących w serii jest zapożyczonych z prac Carla Junga na temat psychologii analitycznej, na przykład persony, cienie, postać Philemona. Powtarzającym się motywem są „maski”, czyli alternatywne osobowości, które ludzie przywdziewają w swoim codziennym życiu. Motyw ten został wykorzystany w bardziej jawny sposób w Personie 5, której bohaterowie noszą maski. Podwójne życie wielu z bohaterów jest inspirowane właśnie tymi motywami. Fabuła każdej z gier w serii jest też oparta na swoich, unikalnych motywach. Persona 2 skupia się na wpływie plotek na rzeczywistość (co jest odwołaniem do pojęcia kotodama w wierzeniach japońskich); Persona 3 skupia się na depresji i ciemności w duszy każdego człowieka; Persona 4 opowiada o wpływie mediów i przesądów na postrzeganie innych ludzi; Persona 5 pokazuje, jak bohaterowie starają się osiągnąć wolność w restrykcyjnym społeczeństwie. We wczesnych tytułach częste były odwołania do przypowieści „Sen motyla”, ze zbioru Zhuangzi. Przypowieść porusza podobne problemy, co seria, a Philemon jest często przedstawiany w serii jako motyl. Wygląd Philemona, w jego pierwszym przedstawieniu w serii, oparty został na wyglądzie Zhuangzi. Postać występująca w wielu odsłonach, Nyarlathotep, jest oparta na postaci o tym samym imieniu z mitologii Cthulhu stworzonej przez Howarda Phillipsa Lovecrafta, a w Personie 2 częste są odwołania do jego mitologii. Aksamitny Pokój jest oparty na Czarnej Chacie z serialu Twin Peaks. Igor i wszyscy inni mieszkańcy Pokoju są zapożyczeni z powieści Frankenstein autorstwa Mary Shelley oraz opartych na niej filmów.

## Produkcja serii
Pomysł na serię powstał po wydaniu Shin Megami Tensei If... na konsolę Super Famicom. Jako że umiejscowienie akcji If... w liceum zostało pozytywnie odebrane, firma Atlus zdecydowało się stworzyć nową serię skupiającą się na rozterkach młodych ludzi. Decyzja o skupieniu się na życiu licealistów została podjęta na podstawie doświadczeń twórców serii, Kōjiego Okady i Kazumy Kaneka: według nich, jako że niemal każdy w pewnym momencie swojego życia jest uczniem, to każdy może wczuć się w taką fabułę. W ich opinii, takie podejście pomogło graczom zaakceptować motywy wykorzystane w serii i różnorodność pomysłów na fabułę w poszczególnych tytułach. Szczególnie Kaneko chciał odtworzyć swoje doświadczenia i ich wpływ na niego pracując nad serią. Pierwszym pomysłem na rozgrywkę było tworzenie tytułów w ramach serii Megami Tensei, które byłyby łatwiejsze dla nowych graczy od poprzednich tytułów z tej serii. Duża liczba tytułów typu casual wydawana na PlayStation spowodowała wprowadzenie tego pomysłu w życie. Pierwsza część tytułu pierwszej gry, Megami Ibunroku (jap. 女神異聞録)), miał wskazywać na to, że gra jest spin-offem. Zaprzestano później tej praktyki, aby wyróżnić Personę jako odrębną serię. Po sukcesie pierwszej gry, rozpoczęto prace nad tytułem Innocent Sin. W trakcie prac nad jego scenariuszem, zdecydowano, że należałoby przedstawić perspektywę innego bohatera na świat Persony 2, co spowodowało wydanie gry Eternal Punishment. Po wydaniu tych trzech gier, zaprzestano prac nad serią, a Atlus skupił się na innych projektach, w tym między innymi na Shin Megami Tensei: Nocturne.
Projekt Persony 3 został wysłany do Atlusa w 2003 roku przez Katsurę Hashina, który był projektantem wielu tytułów serii Megami Tensei oraz reżyserem Nocturne. Projekt został zaakceptowany, a prace rozpoczęły się w tym samym roku po ukończeniu prac nad Nocturne i grą Shin Megami Tensei: Digital Devil Saga. Atlus chciał za pomocą nowej Persony zdobyć fanów na Zachodzie. W tym czasie powstawały rozmaite pomysły na temat, jak miałaby wyglądać Persona 4, ale prace nad nią nie rozpoczęły się aż do wydania Persony 3. Przygotowania do prac nad Personą 5 rozpoczęły się w 2010 roku. Zdecydowano się na wprowadzenie bardziej skomplikowanych wątków fabularnych, mówiono, że zwroty akcji będą bardziej drastyczne niż te z Persony 3. Persona 4 Arena i jej sequel to pierwsze projekty w ramach serii nie będące grami fabularnymi – ich sukces zainspirował twórców do stworzenia Persony Q i Dancing All Night. Od czasu rozpoczęcia prac nad Personą 3, tworzeniem serii zajmuje się dedykowany zespół, który pierwotnie nazwano „2nd Creative Production Department”, a później zmieniono jego nazwę na „P-Studio”. Poza Atlusem także inne firmy zajmowały się pracami nad grami z serii. Przy grach z serii Persona 4 Arena, wykorzystano pomoc Arc System Works. Persona 4: Dancing All Night była pierwotnie tworzona przez studio Dingo, znane z serii Hatsune Miku: Project Diva. Obawiając się o jakość produkcji, Atlus przejął prace nad grą.

### Grafika
Dwóch grafików, tworzących wizerunki postaci do gier z serii, to Kazuma Kaneko, główny artysta serii Megami Tensei, który pracował nad postaciami z trzech pierwszych gier, oraz Shigenori Soejima, który pomagał Kanece przy pracach nad trzema pierwszymi grami i przejął od niego funkcję głównego artysty od czasu rozpoczęcia prac nad Personą 3. Projektując postaci do Persony, Kaneko inspirował się celebrytami i fikcyjnymi postaciami popularnymi w okresie produkcji gry, a także niektórymi innymi pracownikami firmy Atlus. W Personie i Innocent Sin, wszystkie postacie nosiły identyczne mundurki szkolne, więc artysta założył im różne akcesoria, po których można je odróżniać. Głównymi bohaterami Eternal Punishment są ludzie dorośli, więc Kaneko musiał obmyślić nową koncepcję. Zdecydował się w końcu przedstawić ich jako zwyczajnych, dorosłych ludzi, wyróżniających się jednak nieco na tle postaci pobocznych.
Soejima zaczął prace nad serią od rysowania postaci pobocznych do Persony 2 pod kierownictwem Kaneka. Kaneko zdecydował się przekazać kierownictwo nad oprawą graficzną serii Soejimie po wydaniu obu części Persony 2, ponieważ nie chciał narzucać swojego stylu serii i chciał, by Soejima nabrał doświadczenia. Soejima, otrzymawszy nową rolę, czuł na sobie presję, ponieważ za kierownictwa Kaneka seria zdobyła wielu fanów. Soejima mówił, że chociaż podziwiał Kaneka, to nigdy świadomie nie imitował jego prac i postanowił zadowolić fanów wytwarzając nowy styl dla serii, a nie pozostając przy wypracowanym przez poprzedniego głównego artystę. Soejima opiera swoje postaci na ludziach, których poznał, biorąc pod uwagę, na jakie sposoby ich wygląd odzwierciedla ich osobowość. Jeśli projekt postaci staje się zbyt podobny do osoby, na której został oparty, rysuje ją od nowa skupiając się na jej osobowości. Pracując nad Personą Q, po raz pierwszy rysował postaci w stylu chibi (zapożyczonym z Etrian Odyssey). Mówił, że podstawą dla niego przy projektowaniu tych postaci były dla niego odczucia fanów na ich temat. W swojej technice projektowania, znajduje cechy, które wyróżniają daną postać, a następnie rysuje je w ten sposób, by postać była dzięki nim łatwo rozpoznawalna, nawet po ponownym narysowaniu.
Poczynając od Persony 3, każda z gier ma swoją, wyróżniającą ją od innych, estetykę i kolorystykę. Była to jedna z pierwszych decyzji podjętych przez zespół pracujący nad grą – Personę 3 charakteryzują ciężka atmosfera i poważni bohaterowie. Grafiki wykorzystują głównie barwę niebieską, by oddać tę atmosferę i umiejscowienie akcji w mieście. Z drugiej strony, Fabuła Persony 4 jest utrzymana w nieco lżejszym tonie, ale zawiera też wątek morderstwa, więc jako kolor przewodni wybrano żółty, by oddać atmosferę i „ostrzec” gracza. Według Soejimy, kolor niebieski reprezentuje „dojrzewanie”, a kolor żółty „szczęście”. Dla Persony 5 wybrano barwę czerwoną, by oddać poważniejszy ton w porównaniu do poprzednich części. Opisywano tę kolorystykę jako naturalne rozwinięcie stylu zastosowanego w Personie 4.

### Ścieżka dźwiękowa
Muzyka do gier z serii Persona była tworzona przez wielu kompozytorów. Najbardziej znanym spośród nich jest Shōji Meguro, który zaczął pracować nad serią niedługo po zatrudnieniu w Atlusie w latach 90. Pierwszą melodią, jego autorstwa, dla serii była „Aria of the Soul”, motyw muzyczny Aksamitnego Pokoju, przewijający się w wielu momentach w grach. Gdy Meguro zaczynał prace nad serią, czuł się ograniczony przez niską pojemność dysku PlayStation, więc odkąd zaczął komponować muzykę dla Persony 3 na PlayStation 2, mógł w pełni wyrazić swój styl. Jego głównym zmartwieniem, jeśli chodzi o muzykę dla Persony 3 i 4, była wymowa słów w języku angielskim przez zatrudnionych piosenkarzy. Nie pracował nad Personą 2, ponieważ był ówcześnie zajęty innymi tytułami, w tym na przykład Maken X. Muzyką dla Innocent Sin i Eternal Punishment zajęli się następujący kompozytorzy: Toshiko Tasaki, Kenichi Tsuchiya i Masaki Kurokawa. Tsuchiya pomagał przy tworzeniu ścieżki do pierwszej Persony. Stwierdził, że praca nad Personą 2 była dla niego bardzo stresującym przeżyciem. Meguro pracował także nad Personą 5. Pracując nad muzyką do tej gry, inspirował się motywami z jej scenariusza, a także słuchał acid jazzu, by wprowadzić się we właściwy nastrój do komponowania. Meguro napisał także motyw przewodni Persony Q, a reszta ścieżki dźwiękowej tej gry została napisana przez Atsushiego Kitajō i Toshikiego Konishiego.

## Wydania
Seria składa się z 10 gier, nie licząc ponownych wydań i gier na telefony komórkowe. Persona to pierwsza gra fabularna z serii Megami Tensei wydana poza Japonią, ponieważ poprzednie tytuły z tej serii uznano za zbyt kontrowersyjne. Jako że w Personie ograniczono występowanie elementów kontrowersyjnych w oryginalnej serii, to zdecydowano się przetłumaczyć ją na angielski. Według Atlusa, Personę wydano na Zachodzie po to, by sprawdzić, jak anglojęzyczna publiczność zareaguję na serię Megami Tensei. Zdecydowana większość tytułów została wydana pierwotnie na konsole z serii PlayStation. Pierwszym wyjątkiem była Persona Q, wydana na Nintendo 3DS w 2014 roku. Wszystkie tytuły z serii były wydawane przez Atlusa w Japonii i Ameryce Północnej. Jedynym wyjątkiem od tej reguły było wydanie japońskojęzycznego portu Persony na Microsoft Windows, opublikowane przez ASCII Corporation. Po 2016 roku, z powodu wykupienia Atlusa przez Sega, Sega publikuje gry Atlusa w Ameryce Północnej, ale pod oryginalną marką.
Ponieważ firma nie posiada oddziału w Europie, dystrybutorami tytułów z serii są tam rozmaite firmy, co skutkuje zazwyczaj wydawaniem gier w Europie od kilku miesięcy do ponad rok później niż w Stanach Zjednoczonych. Persona 3 została wydana w Europie przez Koei, a Persona 4 przez Square Enix. Persona 4 Arena została wydana w Europie przez Zen United z dużym opóźnieniem, niedługo po czym Atlus odebrał prawa do gry tej firmie, przez co została ona usunięta z PlayStation Network. Atlus wydał tę grę ponownie w wersji cyfrowej. Oprócz tego opublikowali w wersji cyfrowej port Persony na PSP w Europie i Australii. Arena Ultimax została opublikowana przez Segę, niedługo po wykupieniu przez nią Atlusa. Spekulowano, że dzięki temu może się udać skrócić odstęp w czasie między wydaniami europejskimi i amerykańskimi. Firmą, która wydała wiele gier z serii w Europie, jest Ghostlight, której relacje z Atlusem sięgają europejskiego wydania Nocturne. Po Ghostlight gry takie jak Persona 4 Golden, Persona Q, i Dancing All Night zostały wydane przez NIS America. NIS America zakończyła współpracę z Atlusem w 2016, podając jako powód trudności we współpracy od czasu przejęcia Atlusa przez Segę. Jej przedstawiciele mówili, że Atlus stał się „bardzo wybredny”, jeśli chodzi o dystrybucję w Europie, wybierając do dystrybucji firmę, która zaoferuje gwarancję sprzedaży gier w jak największej ilości kopii. Sega i Atlus zdecydowali się w końcu na współpracę z europejskim dystrybutorem gier Deep Silver, który wydał Personę 5.

### Tłumaczenia na angielski
Głównym tłumaczem większości tytułów z serii jest Yu Namba z Atlus USA, który tłumaczy także gry z serii Megami Tensei. Innym istotnym tłumaczem był Nich Maragos, pomagający Nambie do czasu, gdy zatrudnił się w Nintendo of America w 2015 roku. Tłumaczeniem pierwszej Persony zajmował się mały zespół, co spowodowało, że czas na prace nad lokalizacją był bardzo ograniczony. Dokonano zmian na dużą skalę – na przykład w imionach bohaterów, ich wyglądzie, usunięto wiele odniesień zrozumiałych tylko dla osób dobrze znających kulturę japońską. Usunięto także jedno z głównych zadań. Po wydaniu gry, zdecydowano, że wszystkie następne wydania powinny być wiernymi tłumaczeniami oryginalnych wersji na tyle, na ile będzie to możliwe. Pierwszą grą zlokalizowaną przez Nambę była Eternal Punishment. Wydano porty Persony i Persony 2 na PSP poza Japonią, by zachodni fani mogli się zaznajomić z serią przed zagraniem w Personę 3 i 4. Tłumaczenie pierwszej części zostało napisane zupełnie od nowa w taki sposób, by było wierne japońskojęzycznej wersji. Port Eternal Punishment nie został zlokalizowany z powodu „niezwykłych okoliczności”, więc Atlus wydał oryginalną wersję na PlayStation na PSN.
Jeśli chodzi o lokalizacje Persony 3 i 4, Atlus miał na celu zostawić jak najwięcej zawartości z wersji japońskich, zostawiono więc oryginalne, japońskie tytuły grzecznościowe, a walutą obowiązującą w świecie gry jest jen. Zostawiono wszystkie elementy nawiązujące do kultury japońskiej, poza tymi, których gracz by nie zrozumiał, jak na przykład niektóre żarty. Przykładowo, postać Mitsury Kirijo w oryginalnej wersji mówi po angielsku, a w anglojęzycznej po francusku, aby podkreślić jej wykształcenie. Niektóre pytanie w trakcie szkolnych sprawdzianów, występujących w grze, także musiały zostać zmienione. Nazwa systemu relacji, która w wersji oryginalnej brzmiała Community, została zmieniona na Social Links (dosł. więzi społeczne) w wersji angielskiej, ponieważ słowo Community ma szersze znaczenie w angielskim niż w japońskim. Nowa nazwa powstała na podstawie wypowiedzi Igora, który opisywał ten system używając właśnie słów takich jak „społeczeństwo” i „więzi”. Wiele easter eggów występujących w oryginalne też zostało zmienione – przykładowo, część odwołań do serii Megami Tensei w Personie 3 zostało zamienionych na odwołania do poprzednich odsłon serii Persona, a odwołania w Personie 4 do fikcyjnego detektywa, znanego w popkulturze japońskiej, zostały zastąpione odwołaniami do rodziny Kuzunoha z gier Eternal Punishment i Shin Megami Tensei: Devil Summoner. Zmieniono też kilka imion, w tym pseudonim artystyczny bohaterki Persony 4, Rise Kujikawy, a także sposób, w jacy bohaterowie nazywają siebie nawzajem, by był bardziej zrozumiały dla publiczności zachodniej. Persona 5 została przetłumaczona w podobny sposób.
Tytuły też zostały zmodyfikowane. Pierwsza część tytułu pierwszej gry, Megami Ibunroku, została zmieniona na Revelations (dosłownie Objawienia), głównie po to, by całość brzmiała „fajniej”. Nie dodawano już tej części do następnych gier. Po tym, jak Nocturne osiągnęło sukces sprzedażowy w Ameryce, do tytułów zaczęto dodawać Shin Megami Tensei jako zabieg marketingowy. W niektórych tytułach opuszczano tę część: przykładowo, oryginalny tytuł Persony 4 Arena brzmiał Persona 4: The Ultimate in Mayonaka Arena, a Atlus nie chciał wydłużać zbytnio tytułu. Persona 5 także została wydana pod krótkim tytułem.

## Odbiór
| Gra                           | GameRankings                               | Metacritic                                 |
| ----------------------------- | ------------------------------------------ | ------------------------------------------ |
| Revelations: Persona          | 79,81% (PS) 78,39% (PSP)                   | 78/100 (PS) 78/100 (PSP)                   |
| Persona 2: Innocent Sin       | 94% (PS)                                   | 75/100 (PSP)                               |
| Persona 2: Eternal Punishment | 83,83% (PS)                                | 83/100 (PS)                                |
| Shin Megami Tensei: Persona 3 | 87,36% (P3) 87,80% (FES) 90,77% (Portable) | 86/100 (P3) 89/100 (FES) 89/100 (Portable) |
| Shin Megami Tensei: Persona 4 | 92,28% (P4) 94,16% (Golden)                | 90/100 (P4) 93/100 (Golden)                |
| Persona 5                     | 93,36% (PS4)                               | 93/100 (PS4)                               |

Od czasu wydania gry Revelations: Persona, sprzedano ok. 7 milionów kopii gier z serii, co stanowi większość sprzedaży serii Megami Tensei (13,2 miliona). Sukces dwóch pierwszych części w Ameryce Północnej pozwolił zdobyć Atlusowi popularność na tym kontynencie. W Europie seria nie była znana do czasu wydania tam Persony 3 i 4, które to części sprzedały się tam bardzo dobrze. Według dyrektora Atlusa, Naoto Hiraoki, momentem, w którym seria przebiła się do świadomości przeciętnego gracza było wydanie Persony 3, co pozwoliło wydanej później Personie 4 zdobyć jeszcze lepsze oceny. Sukces serii przyciągnął uwagę graczy do innych gier Atlusa, jak na przykład Catherine.
Serię nazywa się najpopularniejszym spin-offem serii Megami Tensei. Personie udało się osiągnąć popularność w oderwaniu od oryginalnej serii. Według Jamesa Whitbrooka, czynnikiem, który pozwolił serii zdobyć popularność, jest zbalansowanie normalnego życia z elementami fantastyki. Mówił, że ten balans jest „dużo rzadszy [na Zachodzie], a sposób, w który seria przedstawia urban fantasy odróżnia ją od innych, szczególnie biorąc pod uwagę to, czego zazwyczaj oczekuje się od japońskich gier fabularnych”. W artykule z 1999 roku Revelations: Persona została opisana jako zasługująca na uwagę graczy, mimo że nie zestarzała się dobrze. Podano trzy elementy, dzięki którym Persona wyróżnia się na tle innych gier RPG: demonologia, negocjacje i psychologia. Grę określano mianem kultowej. RPGamer nazwał Personę 3 najlepszą grą RPG ostatniej dekady w 2009 roku, a portal RPGFan umieścił w 2011 roku Personę 3 i 4 na odpowiednio drugim i czwartym miejscu swojej listy najlepszych gier RPG. Gamasutra wymieniła Personę 3 na liście 20 gier RPG, w które każdy fan gatunku powinien zagrać. Japoński magazyn Famitsū w 2010 roku umieścił Personę 4 na piątym miejscu listy najlepszych gier wszech czasów. Polska edycja portalu Eurogamer wymieniła Personę jako jedną z najbardziej istotnych serii w swoim przeglądzie gier fabularnych na przestrzeni lat, zwracając uwagę na brak szerszej rozpoznawalności producenta w polskim kręgu kulturowym.

### Kontrowersje
Zawartość gier z serii była także wielokrotnie omawiana z uwagi na podejmowanie kontrowersyjnych tematów. Pierwszą taką kontrowersją było tłumaczenie tytułu pierwszej Persony na język angielski, które niesie ze sobą religijne konotacje. Kurt Katala z portalu 1UP.com, pisząc o kontrowersyjnych treściach w serii Megami Tensei jako całości, wspomniał grę Persona 2: Innocent Sin i występujące w niej nawiązania do nazizmu, nękania w szkole i homoseksualizmu, mówiąc, że mogą to być powody, z których gra nie została początkowo wydana poza Japonią. W artykule opublikowanym w Electronic Gaming Monthly, opisującym najlepsze gry 2007 roku, redaktorzy nadali Personie 3 tytuł gry, „która nie wywołała kontrowersji będąc najbardziej kontrowersyjną”, mówiąc, że skandale, wywołane przez gry Rockstara (mod Hot Coffee i pocałunek homoseksualny w grze Bully), są niczym w porównaniu do bitew rozpoczynających się od samobójstwa i wątku romansu nauczyciela z uczennicą w Personie 3. Personę 4 omawiano z kolei z uwagi na przedstawienie w niej seksualności postaci i ich identyfikacji płciowej.

## Adaptacje
Pierwszym anime opartym na wydarzeniach opisanych w grach z serii Persona jest serial Persona: Trinity Soul (jap. ペルソナ 〜トリニティ・ソウル), nadawany w 2008 roku. Odpowiedzialne za nie było studio A-1 Pictures, a reżyserem był Jun Matsumoto. Było dystrybuowane na rynku międzynarodowym przez NIS America. Akcja Trinity Soul ma miejsce w 10 lat po wydarzeniach przedstawionych w Personie 3. Adaptacja Persony 4 na serial animowany, Persona 4: The Animation, była nadawana w 2011 roku. Jest to 25-odcinkowy serial wyprodukowany przez AIC ASTA, reżyserowany przez Seijiego Kishiego. W 2014 nadawany był serial oparty na Personie 4 Golden: Persona 4: The Golden Animation, produkcji A-1 Pictures. Jest to adaptacja dodatkowych wydarzeń przedstawionych w porcie oryginalnej Persony 4, skupiająca się na relacji głównego bohatera z, wprowadzoną w tych wydarzeniach, Marią. Prequel do Persony 5, Persona 5 The Animation: The Day Breakers, został wydany we wrześniu 2016 roku, jeszcze przed wydaniem samej gry.
Serial Persona 4: The Animation został skondensowany do adaptacji filmowej pod tytułem Persona 4: The Animation – The Factor of Hope, wyświetlanej w kinach japońskich w 2012 roku. Persona 3 została zaadaptowana do czterech filmów animowanych produkcji AIC ASTA, wyświetlanych w kinach japońskich i licencjonowanych za granicą przez Aniplex. Ich tytuły to: #1 Spring of Birth, #2 Midsummer Knight’s Dream, #3 Falling Down, and #4 Winter of Rebirth. Wydawane były w latach 2013–2016. Zarówno dla adaptacji filmowej Persony 3, jak i dla adaptacji serialowej Persony 4, głównym problemem było przedstawienie głównych bohaterów, których zachowania, osobowość i umiejętności w oryginałach były dyktowane przez gracza.
Pierwsza część gry została zaadaptowana na mangę składającą się z ośmiu tomów. Początkowo została wydana w 1996 roku pod tytułem Megami Ibunroku Persona, a w 2009 roku została wydana ponownie. Spin-off Persony 2, manga Persona: Tsumi to Batsu (jap. ペルソナ 罪と罰; dosłownie Persona: Zbrodnia i kara) był wydawany wraz z grami. Umiejscowiony w tym samym uniwersum co Persona 2, opowiada odrębną historię. W ponownym wydaniu z roku 2011, dodano rozdziały łączące wydarzenia tej mangi z wydarzeniami z Innocent Sin. Persona 3 i 4 także otrzymały adaptacje komiksowe, publikowane w magazynie Dengeki Maoh. Wydano też wiele powieści opartych na wydarzeniach z tych odsłon serii.
Wystawiano także trzy spektakle oparte na wydarzeniach z Persony 3 pod wspólnym tytułem Persona 3 the Weird Masquerade. Każdy ze spektakli miał odrębną wersję dla protagonisty męskiego i żeńskiego. Tytuły poszczególnych widowisk to: Ao no Kakusei, Gunjō no Meikyū, and Sōen Kesshō. Persona 4 została zaadaptowana na dwa spektakle, produkcji firmy Marvelous, grane w 2012 roku: Visualive oraz Visualive the Evolution. Widowisko na podstawie Persony 4 Arena było wystawiane w grudniu 2014 roku, a spektakl na podstawie Persony 4 Arena Ultimax w lipcu 2016 roku.
Atlus wydawał też inne media powiązane z serią. Oficjalny magazyn był wydawany regularnie w latach 2011–2012 i otrzymał 10 wydań, a od tego czasu jest wydawany nieregularnie. Oficjalny talk-show, publikowany na Niconico i oficjalnej stronie serii, Persona Stalkers Club, jest nagrywany od lutego 2014. Występują w nim pisarka Mafia Kajita i aktorka Tomomi Isomura. Atlus chce przez ten program zbliżyć do siebie fanów. Wykonywano także koncerty z muzyką z serii, z których część okazało się sukcesami sprzedażowymi w Japonii po wydaniu nagrań z nich. Atlus sprzedaje i licencjonuje figurki i gadżety, jak na przykład podkoszulki, nawiązujące do serii.